# アンジェリーク エトワール
アンジェリーク エトワールは2003年12月19日にコーエーより発売された女性向け恋愛シミュレーションゲームである。

## 概要
アンジェリークシリーズ中、本流の恋愛シミュレーションゲームとしては第4作にあたる作品であり、初めて名前が「アンジェリーク」でない少女、エンジュを主人公としている。
前作『アンジェリーク トロワ』と同じく、ライバルは存在せず、育成状況において各男性キャラクターとの恋愛エンディングが変化、恋愛エンディング以外も育成状況において全く違ってくるのが特徴。
新しい宇宙の守護聖になるために、新キャラを含む男性キャラクターを説得するのも新たな特徴である。今までは、特別な場合を除き徒歩でしか行動できなかったが、今回は宇宙船で、宇宙の中を行ったり来たりできるのも、新たな特徴である。
なお、今作より、アンジェリーク・リモージュの宇宙は、神鳥の宇宙、アンジェリーク・コレットの宇宙は、聖獣の宇宙と称する様になった。

## 歴史
アンジェリーク エトワール　2003年12月19日発売。Windows用CD-ROMソフト。コーエーより発売。
アンジェリーク エトワール　2004年9月16日発売。PlayStation 2用DVD-ROMソフト。コーエーより発売。一部のムービー及びヴォイスなどが追加されている。

## ストーリー
神鳥の宇宙に住む、ごく普通の女子高生のエンジュは、17歳の誕生日の翌日、学校代表として、主星へと社会見学に出発した。主星に向かう宇宙船の中で知り合った他校生の少女達と一緒に社会見学をしていたエンジュは、不思議な扉を見つけ、その中に入る。幾つもの扉をくぐりぬけた再奥の部屋には、不思議な石板があった。エンジュが部屋に入ると、石板は光り輝き、エンジュを「伝説のエトワール」に選んだ。次の瞬間、エンジュは、聖地へと運ばれていて、神鳥の宇宙の女王に謁見していた。そこでエンジュに伝えられたエトワールの使命とは、神鳥の宇宙の守護聖らの協力を受けつつ、新しい聖獣の宇宙の育成の手助けをすること…。

## 登場人物
詳細についてはアンジェリークシリーズの登場人物を参照のこと。

### エトワール
- エンジュ （声：なし）
- タンタン （声：なし）

### 神鳥の宇宙

#### 女王
「調和」の力（サクリア）を持ち、守護聖の力をバランスよくまとめ、宇宙の平穏な運行をもたらす存在。
- 第256代神鳥の女王アンジェリーク（アンジェリーク・リモージュ） （声：白鳥由里）
- 第256代神鳥の女王補佐官ロザリア （声：三石琴乃）

#### 守護聖
女王に仕え、宇宙を構成する9つの力「サクリア」を司る存在。
- 神鳥の光の守護聖ジュリアス （声：速水奨）
- 神鳥の闇の守護聖クラヴィス （声：田中秀幸）
- 神鳥の風の守護聖ランディ （声：神奈延年）
- 神鳥の水の守護聖リュミエール （声：飛田展男）
- 神鳥の炎の守護聖オスカー （声：堀内賢雄）
- 神鳥の緑の守護聖マルセル （声：結城比呂）
- 神鳥の鋼の守護聖ゼフェル （声：岩田光央）
- 神鳥の夢の守護聖オリヴィエ （声：子安武人）
- 神鳥の地の守護聖ルヴァ （声：関俊彦）

注）闇の守護聖クラヴィスについては3名の声優が演じているが特記のない限り、本記事では田中秀幸とする。詳細については「アンジェリークシリーズの登場人物」の声優についての項を参照のこと。

### 聖獣の宇宙

#### 女王
「調和」の力（サクリア）を持ち、守護聖の力をバランスよくまとめ、宇宙の平穏な運行をもたらす存在。
- 聖獣の女王アンジェリーク（アンジェリーク・コレット） （声：浅田葉子）
- 聖獣の女王補佐官レイチェル （声：長沢美樹）

#### 守護聖
女王に仕え、宇宙を構成する9つの力「サクリア」を司る存在。
- 聖獣の光の守護聖レオナード （声：小山力也）
- 聖獣の闇の守護聖フランシス （声：杉田智和）
- 聖獣の風の守護聖ユーイ （声：浪川大輔）
- 聖獣の水の守護聖ティムカ （声：私市淳）
- 聖獣の炎の守護聖チャーリー （声：真殿光昭）
- 聖獣の緑の守護聖セイラン （声：岩永哲哉）
- 聖獣の鋼の守護聖エルンスト （声：森川智之）
- 聖獣の夢の守護聖メル （声：冬馬由美）
- 聖獣の地の守護聖ヴィクトール （声：立木文彦）

#### その他の人々
- 聖獣の女王に仕える影アリオス （声：成田剣）
- エイミー （声：なし）
- ネネ（声：なし）
- 船長（声：なし）

## スタッフ
- 総括：ルビー・パーティ（コーエー）
- キャラクターデザイン：由羅カイリ
- コスチュームデザイン協力：嵯峨空哉
- アニメーション制作：ゆめ太カンパニー

## 関連商品

### TVアニメ
- 恋する天使アンジェリーク

### CD

#### ドラマ
- アンジェリークエトワール ～聖地に吹く風～

#### ヴォーカル・バラエティ
- アンジェリーク エトワール RED
- アンジェリーク エトワール BLUE
- アンジェリーク エトワール YELLOW
- アンジェリーク エトワール ORANGE
- アンジェリーク エトワール GREEN
- アンジェリーク エトワール VIOLET
- アンジェリーク エトワール RAINBOW
- アンジェリーク エトワール 花のシャングリ・ラ
- アンジェリーク エトワール 翠のオアシス
- Sound Cafe アンジェリーク ～秘密の花園～
- Sound Cafe アンジェリーク ～微笑の魔法～
- アンジェリーク ～Dear My Angel～

#### ベストアルバム
- アンジェリーク Eternity ～ヴォーカル・セレクション～

### 書籍
- アンジェリーク エトワール プロローグ（コーエー刊）

限定発売。CD-ROM付きで、本編とデータを連動してプレイできる（Windows版のみ）。